# Paramphilius
Paramphilius is een geslacht van straalvinnige vissen uit de familie van de kuilwangmeervallen (Amphiliidae).

## Soorten
- Paramphilius baudoni (Pellegrin, 1928)
- Paramphilius firestonei Schultz, 1942
- Paramphilius teugelsi Skelton, 1989
- Paramphilius trichomycteroides Pellegrin, 1907